# 谷島茂之
谷島 茂之（たにしま しげゆき、1931年11月5日 - 2014年5月5日 ）は、日本の経営者。広島県三原市出身。

## 来歴・人物
1956年に明治大学商学部を卒業し、同年に西武百貨店に入社。1970年に西友に転じ、1974年に取締役に就任し、1980年に常務、1984年に専務、1986年5月に取締役を経て、1987年12月に忠実屋に転じ、1991年5月に社長に就任し、1994年3月にはダイエー副社長に就任。1996年6月から2000年6月までにサンテレビジョン社長を務めた。
2014年5月5日、死去。82歳没。